# 三叶漆属
三叶漆属（学名：Terminthia）是漆树科下的一个属，为灌木或小乔木植物。该属共有约70种，分布于南非至印度。